# بريان أوكونور
بريان أوكونور (بالإنجليزية: Bryan D. O'Connor)‏ (و. 1946 – م) هو ضابط، ورائد فضاء من الولايات المتحدة الأمريكية . ولد في أورانج، أورانج، كاليفورنيا .

## ريادة الفضاء
شارك في المهمات الفضائية:
- STS-61-B
- STS-40.

## الخدمة العسكرية
خدم في قوات مشاة بحرية الولايات المتحدة.

## جوائز
حصل على جوائز منها:
- جائزة الشجاعة طيران.